# Olio fiat
olio-fiat (オリオフィアット) は、イタリアトリノを拠点とする国内最大級の企業グループ「フィアット」および関連会社によって使用されていた商標。モータースポーツのスポンサーとして知られていた。1988年にブランドとしては廃止されているが、商標に関する権利はフィアット社が継続して管理している。

## 歴史

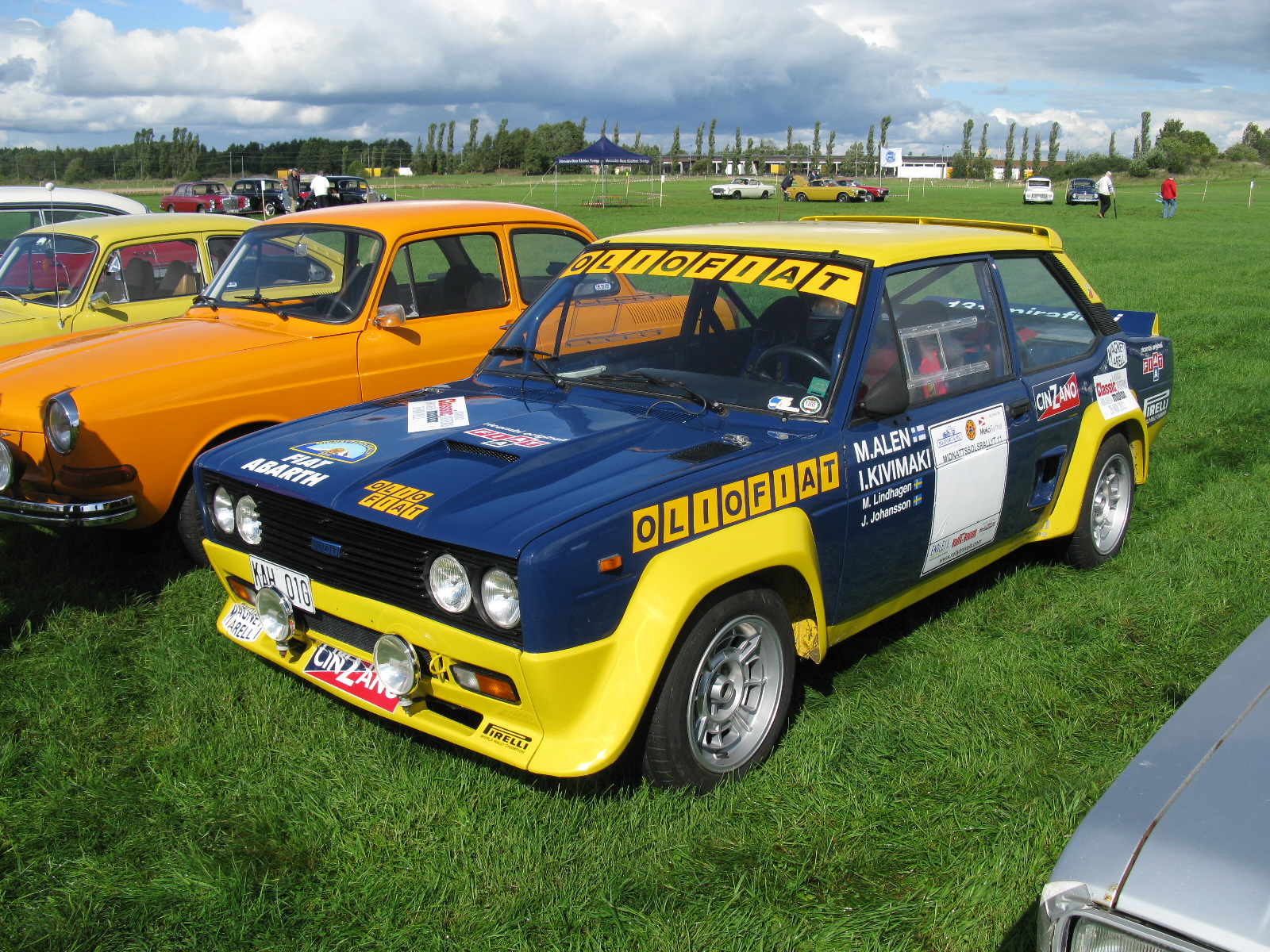
olio fiat の塗装（レプリカ）が施されたフィアット・131ラリーカー

もともとは、1912年にフィアットGrの自動車用油脂部門として誕生したブランドである。
第二次世界大戦の戦中から戦後にかけて、「olio fiat」旧ロゴマークから飛び出したオイル缶を持つフィアットマンを描いた商標が用いられた。このデザイン図案は、イタリアを代表する工業デザインの代表格「Marcello Nizzoli」が手掛けたもので、1940年代に作画された。
1970年代から商標は新デザインに移行し、世界ラリー選手権（WRC）グループ4マシンの「124アバルトラリー」や「131アバルトラリー」のスポンサーと油脂類のサプライヤーとして関わるようになった。1980年代に入ってからは、フィアットの撤退に伴いWRCのランチアワークスのスポンサーとなった。オリオフィアットとしては、1988年までブランドが使用された。翌1989年からは、「フィアットルブリカント」に刷新されたものの、ランチアのスポンサーとして継続された。
世界各地で「オリオフィアット」の商標が使われていたが、1988年をもってブランドが廃止された。その後「フィアットルブリカント」の商標変更を経て、現在SELENIAブランドの一部門を構成する。日本国内モータースポーツでの関わりでは、1986年から1988年のシーズンにわたって、全日本ロードレース選手権に参加するヨシムラジャパンのスポンサーであった。